# 王承祜
王承祜，字雪園，贵州贵阳人，清朝政治人物。同進士出身。

## 生平
康熙十八年（1679年）己未科三甲十三名進士，选庶吉士。散館改御史，官至順天府丞。